# Pristimantis shrevei
Pristimantis shrevei es una especie de anfibio anuro de la familia Craugastoridae.

## Distribución
Esta especie es endémica de la isla de San Vicente en San Vicente y las Granadinas en las Antillas Menores. Habita entre los 275 y 922 m de altitud.

## Etimología
Esta especie lleva el nombre en honor a Benjamin Shreve.

## Publicación original
- Schwartz, 1967 : Frogs of the genus Eleutherodactylus in the Lesser Antilles. Studies on the Fauna of Curaçao and other Caribbean Islands, vol. 24, p. 1–62.[6]